# Commission de l'énergie atomique des Nations unies
La Commission de l'énergie atomique des Nations unies (CEANU) est une commission fondée le 24 janvier 1946 par la toute première résolution de l'Assemblée générale des Nations unies. Elle est créée afin de « traiter les problèmes soulevés par la découverte de l'énergie atomique ».

## Objectifs
La Commission a quatre objectifs principaux, énoncés par l'Assemblée générale des Nations unies : établir à l'échelle internationale un réseau d'échanges de connaissances scientifiques afin de pacifier le monde, contrôler l'énergie atomique pour s'assurer qu'elle ne soit plus jamais utilisée pour autre chose que pour le maintien de la paix, éliminer les armes atomiques et toutes les autres armes de destruction massive et enfin mettre en place des garde-fous visant à éviter que les États violent ces règles et garantir ainsi des relations internationales plus saines.

## Histoire
Le 14 décembre 1946, l'Assemblée générale adopte une résolution appelant à la remise rapide du premier rapport de la Commission, et permettant son examen par le Conseil de sécurité des Nations unies. Ce dernier est reçu le 31 décembre 1946 par le Conseil de sécurité, qui adopte à son tour une résolution le 10 mars 1947, qui « reconnaît que tout accord donné par les membres du Conseil aux différentes parties de ce rapport est provisoire » et demande qu'un deuxième rapport soit réalisé. Le 4 novembre 1948, l'Assemblée générale adopte une résolution stipulant qu'elle avait examiné les premier, deuxième et troisième rapports de la Commission, et exprime sa profonde préoccupation face à l'incapacité à trouver un accord entre tous les pays membres, comme montré dans le troisième rapport de la Commission.
Le 14 juin 1946, le représentant américain auprès de la Commission, Bernard Baruch, présente le plan Baruch, dans lequel les États-Unis (à l'époque le seul État possédant des armes atomiques) s'engagent à détruire leur arsenal atomique à la condition que l'ONU impose des contrôles sur le développement de l'arme atomique qui ne seraient pas soumis au veto du Conseil de sécurité des Nations unies. Ces contrôles garantiraient une utilisation exclusivement pacifique de l’énergie atomique. Le plan est adopté par la Commission, mais n'est pas accepté par l'Union soviétique qui s'est abstenue de voter la proposition au Conseil de sécurité. Le débat sur la validité du plan se poursuit jusqu'en 1948, mais dès 1947, il devient clair qu'un tel accord a de très faibles chances d'être un jour signé.
L'Assemblée générale des Nations unies dissout officiellement la Commission en 1952, même si elle n'était plus vraiment active depuis juillet 1949.